# Linia kolejowa Nowy Targ – Sucha Góra
Linia kolejowa nr 118 – zlikwidowana jednotorowa linia kolejowa. Rozpoczynała swój bieg na stacji Nowy Targ, w województwie małopolskim, natomiast jej koniec umiejscowiony był na stacji Suchá Hora we wsi o tej nazwie na Słowacji w kraju żylińskim.

## Historia
Po wybudowani w 1899 r. linii kolejowej nr 99 hrabia Władysław Zamoyski podjął decyzję o przedłużeniu linii kolejowej do Suchej Góry. Powstał alternatywny do rządowego projekt linii tzw. ,,Wariantu północnego" (Nowy Targ - Sucha Góra). Zamoyski zlecił  wykonanie projektu trasy w wariancie południowym tj. przez Kościelisko, Witów i Chochołów czyli wzdłuż całego podnóża polskich Tatr zachodnich. Obydwa projekty zostały wykonane przez inż. Aleksandra Zabokrzyckiego, oba przedstawiono komisji ministerstwa kolei. Komisja przychyliła się projektowi Zamoyskiego z powodu na korzystniejsze cechu gospodarcze, turystyczne i tańsza w ekspolatacji. Jednak znaleźli się przeciwnicy budowy w tym władze wojskowe, jednym z kilku powodów przeciw było zagrożenie lawinami śnieżnymi. Po trzech latach sporów udało się ze względu na na strategiczne znaczenie linii rozpoczęto budowę z 1902 r.
Linia kolejowa została otwarta w dniu 1 lipca 1904 roku. Na szlaku kursowały pociągi lokalne prowadzone przez parowozy stacjonujące w parowozowni w Nowym Targu. Po drugiej wojnie światowej odcinek graniczny został zlikwidowany. W 1982 roku linia kolejowa została zmodernizowana. W 1987 roku kursowanie pociągów pasażerskich zostało zawieszone, a w 1989 roku przestały kursować również pociągi towarowe. W 1991 roku linia kolejowa została zlikwidowana. Na trasie dawnej linii kolejowej poprowadzono drogę rowerową z Nowego Targu do Trzciany.